# Pericoma hygropetrica
Pericoma hygropetrica är en tvåvingeart som beskrevs av Wagner 1993. Pericoma hygropetrica ingår i släktet Pericoma och familjen fjärilsmyggor. Inga underarter finns listade i Catalogue of Life.